# Mean Girls (película de 2024)
Mean Girls (conocida en Latinoamérica como Chicas pesadas y en España como Chicas malas) es una película de comedia musical estadounidense dirigida por Arturo Perez Jr. y Samantha Jayne en su debut como directores de largometraje, a partir de un guion de Tina Fey. Está basada en el musical de Broadway del mismo nombre, que a su vez se basó en la película de comedia de 2004 de Mark Waters, ambas escritas por Fey.
Cuenta con un reparto coral que incluye a Angourie Rice, Auli'i Cravalho, Reneé Rapp, Jaquel Spivey, Avantika Vandanapu, Bebe Wood, Christopher Briney, Jenna Fischer y Busy Philipps. Fey y Tim Meadows repiten sus papeles de la película original.
Paramount Players anunció el desarrollo de la película en enero de 2020, y Tina Fey regresó para escribir el guion. Fey también se desempeña como productora junto a Lorne Michaels, quien produjo la película de 2004. El casting comenzó en diciembre de 2022. El rodaje tuvo lugar en Nueva Jersey entre marzo y abril de 2023. El compositor Jeff Richmond y la letrista Nell Benjamin regresaron para reelaborar sus canciones del musical de Broadway, mientras que Richmond también compuso la banda sonora de la película. Mean Girls fue estrenada en los Estados Unidos por Paramount Pictures el 12 de enero de 2024.

## Sinopsis
La nueva estudiante Cady Heron (Angourie Rice) es bienvenida a la cima de la cadena social por el elitista grupo de chicas populares llamado "Las Plásticas", gobernado por la intrigante reina Regina George (Reneé Rapp) y sus secuaces Gretchen y Karen.
Sin embargo, cuando Cady comete el grave error de enamorarse del exnovio de Regina, Aaron Samuels, se encuentra en el punto de mira de Regina. Con la ayuda de sus amigos marginados Janis y Damian, Cady se propone acabar con la depredadora del grupo y aprender a ser fiel a sí misma en la jungla más despiadada de todas: el instituto.

## Reparto
- Angourie Rice como Cady Heron
- Reneé Rapp como Regina George
- Auli'i Cravalho como Janis 'Imi'ike
- Jaquel Spivey como Damian Hubbard
- Avantika Vandanapu como Karen Shetty
- Bebe Wood como Gretchen Wieners
- Christopher Briney como Aaron Samuels
- Jenna Fischer como la Sra. Heron
- Busy Philipps como la Sra. George
- Tina Fey como la Sra. Norbury
- Tim Meadows como director Duvall
- Jon Hamm como entrenador Carr
- Ashley Park como Madame Park[5]
- Mahi Alam como Kevin Ganatra
- Connor Ratliff como el Sr. Rapp
- Brian Altemus como Shane Oman

Lindsay Lohan, quien interpretó a Cady Heron en la película de 2004, hace un cameo como moderadora del concurso de matemáticas, mientras que Megan Thee Stallion aparece como ella misma durante los montajes de las redes sociales.

## Producción

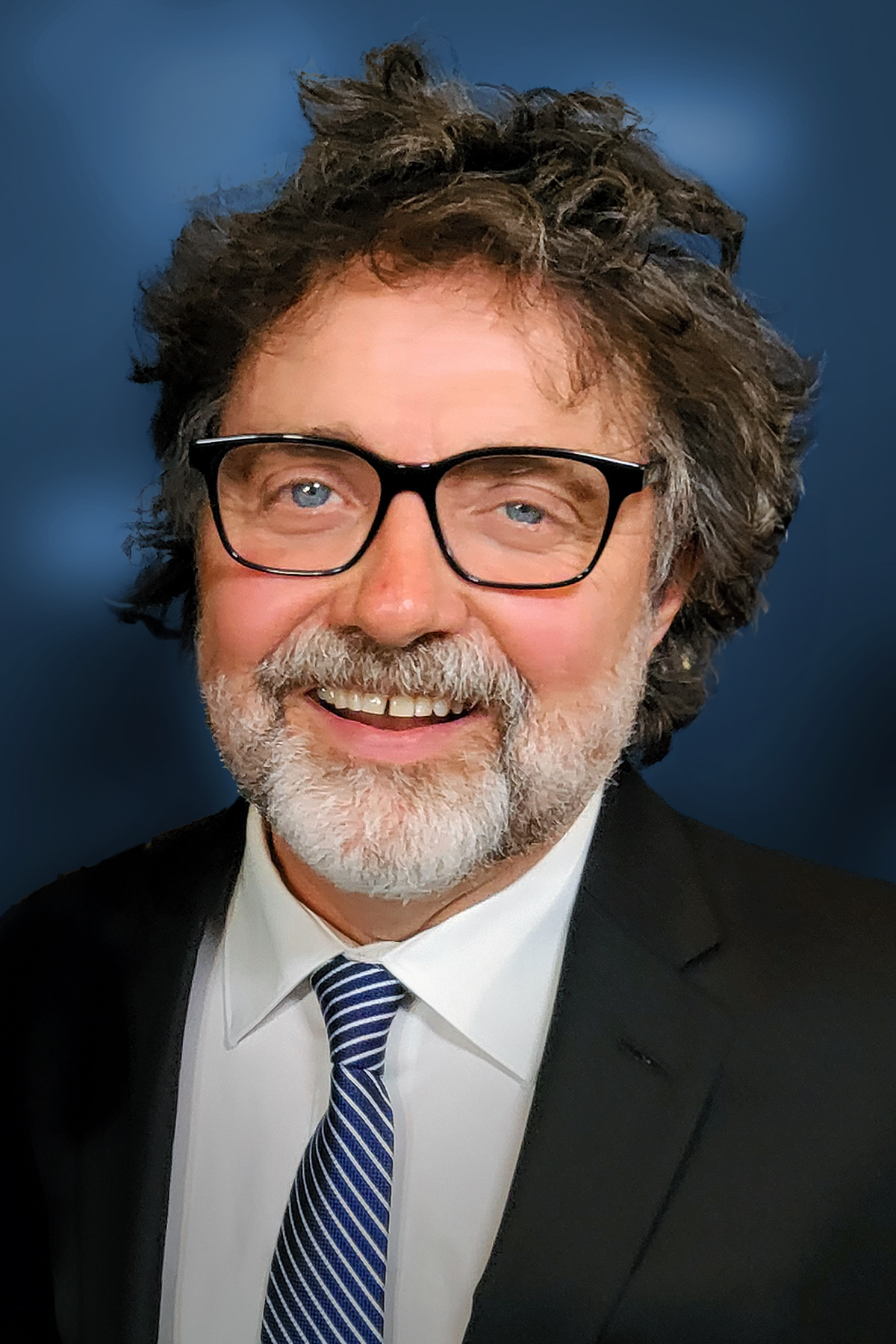
Jeff Richmond, autor de la música de Mean Girls

### Desarrollo
En enero de 2020, Tina Fey anunció que se estaba desarrollando una adaptación cinematográfica del musical Mean Girls. El musical en sí es una adaptación de la película de 2004 del mismo nombre. En mayo de 2021, Fey sugirió a Variety que los miembros del elenco del musical probablemente no repetirían sus papeles. En septiembre de 2021, Arturo Pérez Jr. y Samantha Jayne firmaron para dirigir. La película fue producida por Paramount Players, Broadway Video y Little Stranger.

### Casting
En diciembre de 2022, Angourie Rice, Reneé Rapp, Auliʻi Cravalho y Jaquel Spivey fueron elegidas para los papeles de Cady, Regina, Janis y Damian, respectivamente; Rapp interpretó previamente a Regina en el musical de Broadway desde 2019 hasta su cierre en 2020. En febrero de 2023, se informó que los papeles de Aaron, Gretchen y Karen serían interpretados por Christopher Briney, Bebe Wood y Avantika Vandanapu, respectivamente. Fey y Tim Meadows retomarían sus papeles de la película como la Sra. Norbury y el director Duvall, respectivamente.
En febrero de 2023, Jenna Fischer se unió al elenco como la Sra. Heron, la madre de Cady Heron. Busy Philipps interpreta a la señora George, la madre de Regina. Además, Ashley Park, quien interpretó a Gretchen en la producción original de Broadway, tiene un cameo en la película. Mahi Alam, Connor Ratliff y Jon Hamm se unieron en marzo como Kevin Gnapoor, Mr. Rapp y Coach Carr, respectivamente.

### Rodaje
La fotografía principal tuvo lugar en Middletown Township, Nueva Jersey, de marzo a abril de 2023.

### Música
Jeff Richmond volvió a componer la música de la adaptación cinematográfica, con letra de Nell Benjamin.

## Estreno
Mean Girls se estrenó en cines el 12 de enero de 2024 por Paramount Pictures después de haber sido programada previamente para un lanzamiento exclusivo en streaming en Paramount+.